# Thomas Ford (Gouverneur)

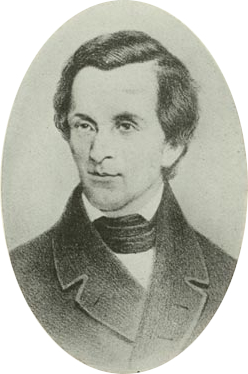
Thomas Ford

Thomas Ford (* 5. Dezember 1800 in Uniontown, Fayette County, Pennsylvania; † 3. November 1850 in Peoria, Illinois), war ein US-amerikanischer Jurist und Politiker (Demokratische Partei) und von 1842 bis 1846 der achte Gouverneur des Bundesstaates Illinois.

## Frühe Jahre und politischer Aufstieg
Thomas Ford besuchte die Transylvania University, studierte anschließend Jura und praktizierte in Waterloo sowie in Edwardsville als Rechtsanwalt. Er nahm als Oberst am Black-Hawk-Krieg teil. Seine politische Karriere begann 1829, als er Bezirksstaatsanwalt im fünften Gerichtsbezirk von Illinois wurde. Dieses Amt behielt er bis 1835. In den danach folgenden Jahren bis 1842 war er als Richter an verschiedenen Gerichten tätig. Am 1. August 1842 wurde er zum neuen Gouverneur von Illinois gewählt und am 8. Dezember in seine vierjährige Amtszeit eingeführt.

## Gouverneur von Illinois
In dieser Amtszeit kam es zu einem regelrechten Bürgerkrieg zwischen den Mormonen und ihren Nachbarn, vor allem im Gebiet um die Mormonenstadt Nauvoo. Der Konflikt entzündete sich an der Frage der Religion und des Lebenswandels der Mormonen. Zur Wiederherstellung der Ordnung setzte der Gouverneur die Nationalgarde ein. Während dieser Auseinandersetzungen wurden der Mormonenführer Joseph Smith und sein Bruder von einer aufgebrachten Menschenmenge gelyncht. In der Folge verließen die Mormonen den Staat und machten sich auf den Weg nach Utah. Während der Amtszeit von Ford wurde endlich der Illinois-Michigan-Kanal fertiggestellt. Der Eisenbahnausbau ging ebenso voran. Gleichzeitig stoppte der Gouverneur das 1837 unter Joseph Duncan beschlossene Ausbauprogramm der Infrastruktur. Der so genannte Internal Improvement Act hatte riesige Geldsummen verschlungen und den Staatshaushalt in Schwierigkeiten gebracht. Mit Hilfe von Steuern und anderen Abgaben kämpfte Ford gegen das Haushaltsdefizit. Ein durchschlagender Erfolg blieb ihm aber versagt. Die finanziellen Folgen der Verschuldung durch dieses Projekt waren noch bis 1882 spürbar. Illinois unterstützte die US-Armee mit sechs Regimentern und einigen freiwilligen Kompanien im Krieg gegen Mexiko.

## Weiterer Lebenslauf
Aufgrund einer Verfassungsklausel durfte Ford nicht direkt wiedergewählt werden. Daher schied er am 9. Dezember 1846 aus seinem Amt aus. Er zog sich danach aus der Politik zurück und praktizierte in Peoria als Anwalt. Dort starb er 1850. Er war mit Frances Hambaugh verheiratet, mit der er fünf Kinder hatte.